# Royaume-Uni au Concours Eurovision de la chanson 1976
Le Royaume-Uni a participé au Concours Eurovision de la chanson 1976 à La Haye, aux Pays-Bas. C'est la 19e participation et la 3e victoire du Royaume-Uni au Concours Eurovision de la chanson.
Le pays est représenté par le groupe Brotherhood of Man et la chanson Save Your Kisses for Me, sélectionnés lors d'une finale nationale organisée par la BBC.

## Sélection
La BBC organise la finale nationale A Song for Europe 1976 pour sélectionner l'artiste et la chanson qui représenteront le Royaume-Uni au Concours Eurovision de la chanson 1976.
La finale nationale, présentée par Michael Aspel, a eu lieu le 25 février 1976 au Royal Albert Hall à Londres.

### Finale nationale
| Ordre | Artiste            | Chanson                                | Traduction                                  | Points | Place |
| ----- | ------------------ | -------------------------------------- | ------------------------------------------- | ------ | ----- |
| 1     | Co-Co              | Wake Up                                | Réveille-toi                                | 138    | 2     |
| 2     | Polly Brown        | Do You Believe in Love at First Sight? | Crois-tu en l'amour dès le premier regard ? | 71     | 10    |
| 3     | Brotherhood of Man | Save Your Kisses for Me                | Garde tes baisers pour moi                  | 140    | 1     |
| 4     | Hazel Dean         | I Couldn't Live Without You for a Day  | Je ne pourrai pas vivre un jour sans toi    | 77     | 8     |
| 5     | Champagne          | A Love for All Seasons                 | Un amour pour toutes les saisons            | 77     | 8     |
| 9     | Frank Ifield       | Ain't Gonna Take No for an Answer      | Je n'accepte pas non comme réponse          | 21     | 12    |
| 10    | Sunshine           | Maria                                  | -                                           | 80     | 7     |
| 11    | Tammy Jones        | Love's a Carousel                      | L'amour est un carrousel                    | 97     | 6     |
| 12    | Joey Valentine     | Going to the Movies                    | Aller au cinéma                             | 52     | 11    |
| 13    | Sweet Dreams       | Love, Kiss and Run                     | Aime, embrasse et cours                     | 109    | 4     |
| 14    | Louise Jane White  | Take the Money and Run                 | Prends l'argent et cours                    | 100    | 5     |
| 15    | Tony Christie      | Queen of the Mardi Gras                | Reine de Mardi gras                         | 129    | 3     |

## À l'Eurovision

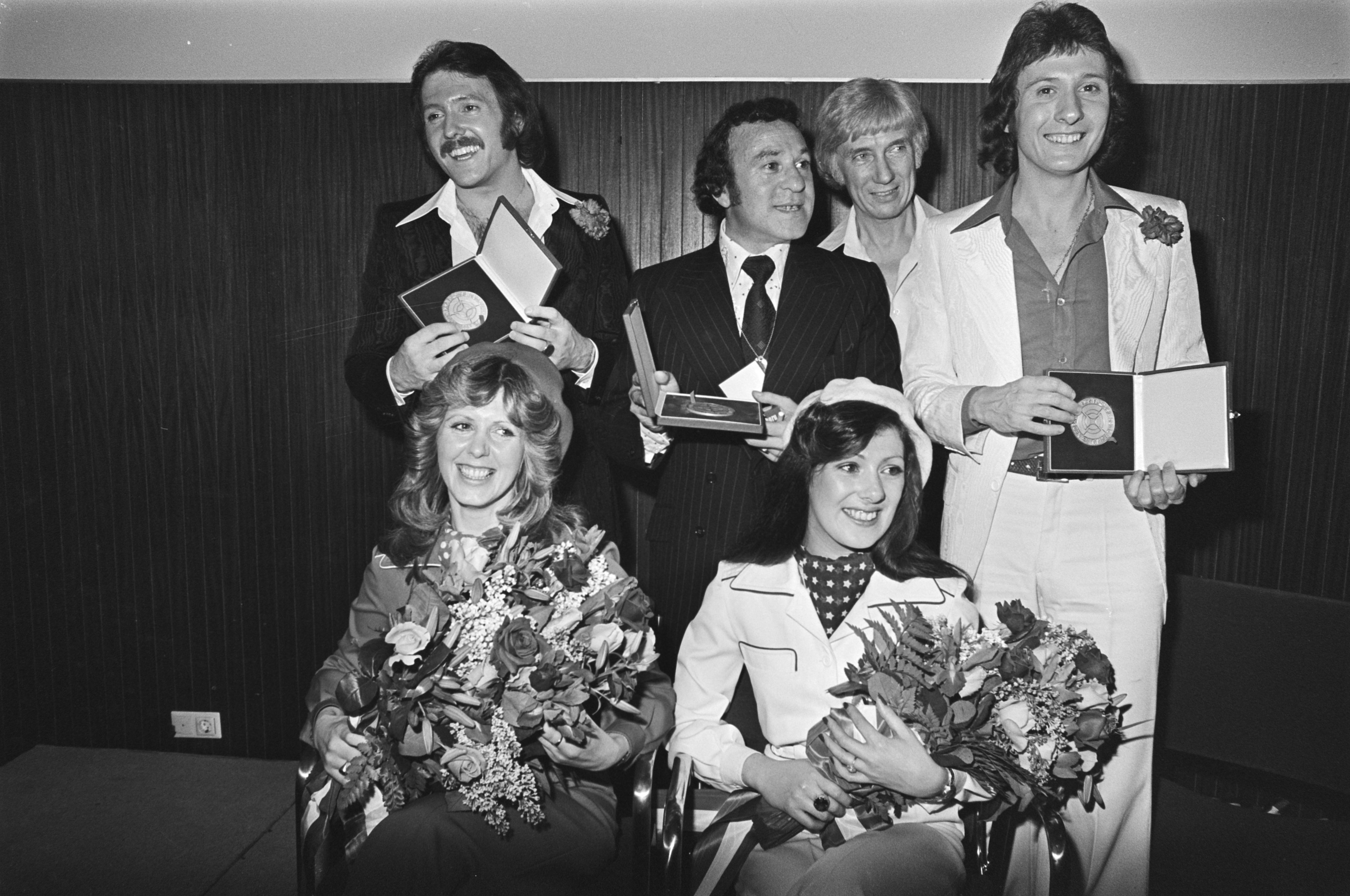
Les Brotherhood of Man après leur victoire au concours, accompagnés du chef d'orchestre Alyn Ainsworth et, l'un des auteurs de Save Your Kisses for Me.

### Points attribués par le Royaume-Uni
| 12 points | Suisse   |
| 10 points | Irlande  |
| 8 points  | France   |
| 7 points  | Belgique |
| 6 points  | Israël   |
| 5 points  | Monaco   |
| 4 points  | Autriche |
| 3 points  | Espagne  |
| 2 points  | Finlande |
| 1 point   | Italie   |

### Points attribués au Royaume-Uni
| 12 points                                                  | 10 points                                               | 8 points                 | 7 points | 6 points |
| ---------------------------------------------------------- | ------------------------------------------------------- | ------------------------ | -------- | -------- |
| - Belgique - Espagne - Grèce - Norvège - Portugal - Suisse | - Autriche - Finlande - Monaco - Pays-Bas - Yougoslavie | - Allemagne - Luxembourg | - France |          |
| 5 points                                                   | 4 points                                                | 3 points                 | 2 points | 1 point  |
|                                                            | - Italie                                                | - Irlande                |          |          |

Brotherhood of Man interprètent Save Your Kisses for Me en 1re position et précède à la Suisse. Au terme du vote final, le Royaume-Uni termine 1er avec 168 points.